# Route nationale 196
Dieser Artikel wurde aufgrund von inhaltlichen Mängeln auf der Qualitätssicherungsseite des WikiProjekts Straßen eingetragen. Dies geschieht, um die Qualität der Artikel aus dem Themengebiet Straßen auf ein akzeptables Niveau zu bringen. Bitte hilf mit, die inhaltlichen Mängel dieses Artikels zu beseitigen, und beteilige dich bitte an der Diskussion!
Die Route nationale 196, kurz N 196 oder RN 196, ist eine französische Nationalstraße, die 1836 zwischen Ajaccio und Bonifacio festgelegt wurde. Ihre Trasse wurde bei Ajaccio beim Bau des Flughafens 1978 nördlich um diesen verlegt. Dabei wurde auch zwischen Ajaccio und dem Flughafen eine Schnellstraße erstellt, auf die dann die Nationalstraße gelegt wurde. Diese Straße soll in Zukunft als Route territoriale 40 geführt werden. Ihre Länge beträgt 130 Kilometer.

## N 196a
Die Route nationale 196A, kurz N 196A oder RN 196A, war ein Seitenast der N196, der ab 1933 die N196 in Propriano an den Hafen abschloss. Sie wurde 1973 zu Kommunalstraße.

## N 196b
Die Route nationale 196B, kurz N 196B oder RN 196B, war ein Seitenast der N196, der ab 1933 innerhalb von Sartène ein Alternativweg für die N196 darstellte. Sie wurde 1973 zu Kommunalstraße.

## N 196d
Die Route nationale 196D, kurz N 196D oder RN 196D, war ein Seitenast der N196, der die N196 an den Flughafen Ajaccio anband. 1957 in Betrieb genommen wurde sie 1973 zu Kommunalstraße.